# Carlo Montuori
Carlo Montuori (Casacalenda, 3 agosto 1883 – Roma, 4 marzo 1968) è stato un direttore della fotografia ed operatore cinematografico italiano.

## Biografia
Carlo Montuori ha accompagnato per quasi cinquant'anni lo sviluppo del cinema italiano, dai suoi inizi ai tempi del muto sino alla commedia all'italiana degli anni sessanta, passando attraverso la produzione degli anni trenta e del neorealismo. Di origine molisana, a dodici anni si trasferì a Milano dove viveva uno zio che faceva il pittore e il fotografo. Da questi imparò il mestiere e frequentò l'Accademia di Brera per seguire corsi di pittura. Studiò anche al Politecnico di Milano.

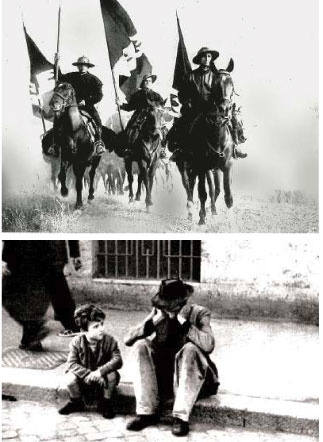
Due immagini di pellicole realizzate da Montuori in epoche diverse del cinema italiano. Sopra: inquadratura de Condottieri diretto da Trenker nel 1937. Sotto: scena di Ladri di biciclette di De Sica, del 1948

Nel 1907 iniziò a lavorare come aiuto operatore di Luca Comerio, suo maestro, dal quale apprese la tecnica dello sviluppo e stampa applicata al nascente cinema dato che Comerio era anche titolare della "Comerio Film". Lavorò anche presso lo studio Ganzini, dove si trovò a contatto con gli sviluppi di un'innovazione tecnica, i primi procedimenti di illuminazione artificiale. Successivamente passò come cameraman alla Milano Films., che aveva preso il posto della ditta di Comerio.
Qui nel 1912 ideò un sistema di illuminazione artificiale, inventandosi un dispositivo che trasmetteva corrente elettrica e dei carboni legati con un filo di ferro con degli imbuti di latta che fungevano da riflettori. Grazie a questa sua geniale invenzione, da allora fu possibile girare film anche in cattive condizioni meteorologiche, oppure nei teatri di posa chiusi, che in precedenza potevano utilizzare solamente la luce solare. Dopo una fase sperimentale Montuori curò le riprese della prima pellicola realizzata con la nuova tecnica, La fuga dei diamanti, diretto da Augusto Genina, regista con cui avviò una stretta collaborazione, partecipando, tra l'altro, a La doppia ferita, film con la partecipazione di Mistinguett. Durante la guerra fu arruolato in Marina dove proseguì l'attività di operatore.
Nei primi anni venti, divenne capo tecnico e direttore della fotografia per conto della "Medusa", da cui si dimise quando questa fu assorbita dalla U.C.I.. Si trasferì quindi a Firenze presso la "V.I.S." nella breve stagione della cinematografia di Rifredi, dove realizzò Dante nella vita e nei tempi suoi. Chiusa questa breve esperienza tornò a Roma. Nel frattempo la sua notorietà si era sviluppata anche a livello internazionale, e nel 1925 egli fu chiamato come unico operatore italiano del "colossal" internazionale Ben Hur di Fred Niblo, girato a Roma con un cast tecnico misto, italiano ed americano. Anche nel periodo più difficile per la cinematografia italiana - la seconda metà degli anni venti - egli diresse la fotografia di numerose e importanti pellicole, tra le quali Saracinesca (1921), Garibaldi e i suoi tempi (1926). Con Sole, una delle ultime pellicole del cinema muto italiano, collaborò strettamente con Blasetti in quello che è stato considerato uno dei primi tentativi di rilancio del cinema in Italia.
All'inizio del sonoro, ha lavorato presso la Cines fotografando Terra madre, ancora con Blasetti, e, subito dopo, L'armata azzurra di Righelli. Per tutti gli anni trenta e primi Quaranta Montuori è stato uno degli operatori più richiesti del cinema italiano, dirigendo la fotografia di numerose, importanti pellicole. In tale periodo ha collaborato con tutti i più importanti registi del cinema italiano del periodo, confermando l'intesa con Blasetti, e lavorando sui "set" di opere dirette da Camerini, Righelli, Campogalliani, Alessandrini, Mattoli, Brigone, Trenker, Bragaglia e Matarazzo. Nel 1941, per Piccolo mondo antico ha lavorato con Soldati, curando la fotografia degli interni, mentre Arturo Gallea si è occupato delle riprese esterne. Nel 1942 Montuori ricevette il premio che il Minculpop, nell'intento di promuovere il cinema italiano, destinava annualmente ai collaboratori tecnici della cinematografia.
Alla fine del secondo conflitto mondiale, Montuori entra a pieno titolo nella nuova corrente neorealista, stringendo, in particolare, un duraturo sodalizio con Vittorio De Sica, firmando la fotografia di diversi capolavori di tale regista quali Ladri di biciclette, L'oro di Napoli e Il tetto. Altrettanto significativa la sua collaborazione a diverse pellicole realizzate negli anni cinquanta da Zampa, tra cui Anni difficili. Montuori seguirà ancora per un ventennio le sorti del cinema italiano, collaborando con registi come Castellani, Germi, Steno, Comencini e Risi.

## Filmografia

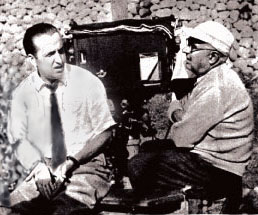
Carlo Montuori (a destra) con il regista Luigi Zampa sul set di Campane a martello

### Cinema muto (1913 - 1929)
- La fuga dei diamanti, regia di Augusto Genina (1913)
- Mezzanotte, regia di Augusto Genina (1915)
- La doppia ferita, regia di Augusto Genina (1915)
- Il sopravvissuto, regia di Augusto Genina (1916)
- La signorina Ciclone, regia di Augusto Genina (1916)
- La morte del Duca d'Ofena, regia di Emilio Graziani-Walter (1916)
- Il re, le torri, gli alfieri, regia di Ivo Illuminati (1916)
- Lea, regia di Diana Karenne (1916)
- Forse che si, forse che no, regia di Gaston Ravel (1916)
- L'incantesimo, regia di Ugo Gracci (1917)
- Redenzione, regia di Carmine Gallone (1919)
- I Borgia, regia di Caramba (1919)
- Le due rose, regia di Camillo De Rossi (1919)
- IL mistero della casa n.30, regia di Camillo De Rossi (1919)
- Tramonto di fuoco, regia di Camillo De Rossi (1919)
- La via dolorosa, regia di Alberto Carlo Lolli (1919)
- Il castello dalle cinquantasette lampade, regia di Toddi (1920)
- Dante nella vita e nei tempi suoi, regia di Domenico Gaido (1922)
- Garibaldi e i suoi tempi, regia di Silvio Laurenti Rosa (1925)
- Ben Hur, regia di Fred Niblo (1925)
- L'ultimo Lord, regia di Augusto Genina (1926)
- Addio giovinezza!, regia di Augusto Genina (1927)
- Miryam, regia di Enrico Guazzoni (1929)
- Porto, regia di Jacopo Comin e Giaconto Solito (1929)
- La sperduta di Allah, regia di Enrico Guazzoni (1929)
- Sole, regia di Alessandro Blasetti (1929)

### Cinema sonoro (1930 - 1960)
- Nerone, regia di Alessandro Blasetti (1930)
- Medico per forza, regia di Carlo Campogalliani (1931)
- La scala, regia di Gennaro Righelli (1931)
- Resurrectio, regia di Alessandro Blasetti (1931)
- L'uomo dell'artiglio, regia di Nunzio Malasomma (1931)
- Patatrac, regia di Gennaro Righelli (1931)
- L'armata azzurra, regia di Gennaro Righelli (1932)
- La tavola dei poveri, regia di Alessandro Blasetti (1932)
- Non son gelosa, regia di Carlo Ludovico Bragaglia (1932)
- O la borsa o la vita, regia di Carlo Ludovico Bragaglia (1932)
- La voce lontana, regia di Guido Brignone (1933)
- Il trattato scomparso, regia di Mario Bonnard (1933)
- Un cattivo soggetto, regia di Carlo Ludovico Bragaglia (1933)
- Il signore desidera?, regia di Gennaro Righelli (1933)
- Seconda B, regia di Goffredo Alessandrini (1934)
- L'ultimo dei Bergerac, regia di Gennaro Righelli (1934)
- Tempo massimo, regia di Mario Mattoli (1934)
- Luci sommerse, regia di Adelqui Migliar (1934)
- L'eredità dello zio buonanima, regia di Amleto Palermi (1934)
- Stadio, regia di Carlo Campogalliani (1935)
- Quei due, regia di Gennaro Righelli (1935)
- Freccia d'oro, regia di Piero Ballerini, Corrado D'Errico (1935)
- Darò un milione, regia di Mario Camerini (1935)
- Amo te sola, regia di Mario Mattoli (1935)
- Aldebaran, regia di Alessandro Blasetti (1935)
- La danza delle lancette, regia di Mario Baffico (1936)
- Trenta secondi d'amore, regia di Mario Bonnard (1936)
- Pensaci, Giacomino!, regia di Gennaro Righelli (1936)
- Condottieri, regia di Luis Trenker (1937)
- Il feroce Saladino, regia di Mario Bonnard (1937)
- Gatta ci cova, regia di Gennaro Righelli (1937)
- Lasciate ogni speranza, regia di Gennaro Righelli (1937)
- Felicita Colombo, regia di Mario Mattoli (1937)
- L'amor mio non muore!, regia di Giuseppe Amato (1938)
- L'allegro cantante, regia di Gennaro Righelli (1938)
- Hanno rapito un uomo, regia di Gennaro Righelli (1938)
- Orgoglio, regia di Marco Elter (1938)
- Fuochi d'artificio, regia di Gennaro Righelli (1938)
- Mia moglie si diverte, regia di Paul Verhoeven (1938)
- Per uomini soli, regia di Guido Brignone (1938)
- L'ha fatto una signora, regia di Mario Mattoli (1938)
- Bionda sottochiave, regia di Camillo Mastrocinque (1939)
- Eravamo sette vedove, regia di Mario Mattoli (1939)
- Frenesia, regia di Mario Bonnard (1939)
- Trappola d'amore, regia di Raffaello Matarazzo (1940)
- Amore di ussaro, regia di Luis Marquina (1940)
- Tutto per la donna, regia di Mario Soldati (1940)
- Don Pasquale, regia di Camillo Mastrocinque (1940)
- Addio giovinezza!, regia di Ferdinando Maria Poggioli (1940)
- La nascita di Salomè, regia di Jean Choux (1940)
- Sancta Maria regia di Pier Luigi Faraldo ed Edgar Neville (1941)
- Piccolo mondo antico, regia di Mario Soldati (1941)
- I pirati della Malesia, regia di Enrico Guazzoni (1941)
- Le due tigri, regia di Giorgio Simonelli (1941)
- Sissignora, regia di Ferdinando Maria Poggioli (1941)
- L'uomo del romanzo, regia di Mario Bonnard (1941)
- L'amore canta, regia di Ferdinando Maria Poggioli (1941)
- Anime in tumulto, regia di Giulio Del Torre (1942)
- Via delle Cinque Lune, regia di Luigi Chiarini (1942)
- La contessa Castiglione, regia di Flavio Calzavara (1942)
- La fabbrica dell'imprevisto, regia di Jacopo Comin (1942)
- La morte civile, regia di Ferdinando Maria Poggioli (1942)
- La bella addormentata, regia di Luigi Chiarini (1942)
- Gente dell'aria, regia di Esodo Pratelli (1943)
- Addio, amore!, regia di Gianni Franciolini (1943)
- Non sono superstizioso... ma!, regia di Carlo Ludovico Bragaglia (1943)
- Enrico IV, regia di Giorgio Pàstina (1943)
- Tutta la vita in ventiquattr'ore, regia di Carlo Ludovico Bragaglia (1943)
- Circo equestre Za-bum, regia di Mario Mattoli (1945)
- Il sole di Montecassino, regia di Giuseppe Maria Scotese (1945)
- Pronto, chi parla?, regia di Carlo Ludovico Bragaglia (1945)
- Partenza ore 7, regia di Mario Mattoli (1946)
- Umanità, regia di Jack Salvatori (1946)
- Mio figlio professore. regia di Renato Castellani (1946)
- Albergo Luna, camera 34, regia di Carlo Ludovico Bragaglia (1946)
- La primula bianca, regia di Carlo Ludovico Bragaglia (1946)
- Vivere in pace. regia di Luigi Zampa (1947)
- Genoveffa di Brabante, regia di Primo Zeglio (1947)
- Il Passatore, regia di Duilio Coletti (1947)
- Gioventù perduta, regia di Pietro Germi (1947)
- Amanti senza amore, regia di Gianni Franciolini (1948)
- Anni difficili, regia di Luigi Zampa (1948)
- Cuore, regia di Duilio Coletti (1948)
- Ladri di biciclette, regia di Vittorio De Sica (1948)
- Campane a martello, regia di Luigi Zampa (1949)
- Patto col diavolo regia di Luigi Chiarini (1949)
- La sposa non può attendere (Anselmo ha fretta), regia di Gianni Franciolini (1949)
- Il falco rosso  regia di Carlo Ludovico Bragaglia (1949)
- Cuori senza frontiere, regia di Luigi Zampa (1950)
- La portatrice di pane, regia di Maurice Cloche (1950)
- È più facile che un cammello..., regia di Luigi Zampa (1950)
- Mamma mia, che impressione!, regia di Roberto Savarese (1951)
- Il capitano nero, regia di Alberto Pozzetti e Giorgio Ansoldi (1951)
- La città si difende, regia di Pietro Germi (1951)
- Signori, in carrozza!, regia di Luigi Zampa (1951)
- Altri tempi, regia di Alessandro Blasetti (1952)
- Wanda, la peccatrice, regia di Duilio Coletti (1952)
- Il tenente Giorgio di Raffaello Matarazzo (1952)
- La fiammata, regia di Alessandro Blasetti (1952)
- La nemica, regia di Giorgio Bianchi (1952)
- Lo scocciatore (Via Padova 46), regia di Giorgio Bianchi (1953)
- Gli uomini, che mascalzoni!, regia di Glauco Pellegrini (1953)
- Saluti e baci, regia di Maurice Labro e Giorgio Simonelli (1953)
- Canzone appassionata, regia di Giorgio Simonelli (1954)
- Prima di sera di Piero Tellini (1954)
- L'oro di Napoli, regia di Vittorio De Sica (1954)
- Pane, amore e gelosia, regia di Luigi Comencini (1954)
- Un americano a Roma, regia di Steno (1954)
- Gli ultimi cinque minuti, regia di Giuseppe Amato (1955)
- La ragazza di Via Veneto, regia di Marino Girolami (1955)
- Il segno di Venere, regia di Dino Risi (1955)
- Il tetto, regia di Vittorio De Sica (1955)
- Liana, la schiava bianca (Liane, die weiße Sklavin), regia (vers.it.) di Gino Talamo (1957)
- L'uomo dai calzoni corti (L'amore più bello), regia di Glauco Pellegrini (1958)
- I ragazzi del juke-box, regia di Lucio Fulci (1959)
- Il terrore della maschera rossa, regia di Luigi Capuano (1959)
- Gli incensurati, regia di Francesco Giaculli (1961)